# Temple de Bà Thiên Hậu
Le temple de Bà Thiên Hậu (胡志明市天后廟; hán tự: 參拜天后; vietnamien: chùa Bà Thiên Hậu) est un temple taoïste situé à Cholon, quartier chinois d'Hô Chi Minh-Ville (ex Saïgon).

## Présentation
Cette pagode dédiée à la déesse de la mer Thiên Hậu a été construite au XIXe siècle par les commerçants chinois (Hoa) de la ville, dans la rue populeuse et commerçante de Nguyen Trai.
L'autel principal est dominé par trois statues à hautes coiffes dorées de la déesse dont le visage est en bronze coloré, avec des vêtements chamarrés.